# Нагороди Saxxy
Нагороди Awards — це щорічний всесвітній конкурс 3D-анімаційних фільмів, що проводився розробником відеоігор Valve. Перший конкурс відбувся у 2011 році та включав 20 конкурсних категорій. У 2012 році кількість категорій було обмежено п'ятьма, і учасники були зобов'язані використовувати програмне забезпечення Valve Source Filmmaker для створення своїх анімацій.
Щороку переможці отримують у грі холодну зброю для Team Fortress 2 під назвою Saxxy; розроблену і названу на честь персонажа Сакстона Гейла, на честь якого і названа нагорода. Предмет нагадує Оскар. Переможець у категорії «Найкращий загалом» 2012 року був доставлений літаком до компанії Valve у Белв'ю, штат Вашингтон, для створення фільму разом з аніматорами компанії, що стало традицією кожного з наступних років вручення премії Saxxy. З 2012 року переможцям було вручено 26 нагород Saxxy. Після 2017 року Valve більше не проводила конкурс Saxxy Awards і наразі нічого не повідомляє про нього. Це спонукало фанатів і SFM-творців створити спільноту Saxxy Awards у 2021 році як відповідь на бездіяльність Valve.

## Змагання
Спочатку нагорода Saxxy Awards заохочувала шанувальників Team Fortress 2 створювати машиніми засновані на відеогрі; Згодом конкурс розширився, включивши інші відеоігри. Valve випустила програмне забезпечення Source Filmmaker перед другим конкурсом, що дозволило користувачам створювати анімації для власних відео, використовуючи ресурси відеоігор Valve, включаючи моделі, діалоги, звукові ефекти та системи частинок. Переможці визначаються публічним голосуванням та журі Valve, що дозволяє голосуючим під час голосування піднімати або опускати великий палець догори або донизу за учасників через онлайн-платформу Steam.

## Нагороди 2012
Нагороди Saxxy 2012 були оголошені Valve у серпні 2012 року. Голосування розпочалося 16 листопада 2012 року і тривало до 27 листопада. Короткий період голосування був пов'язаний з тим, що Valve планувала показати відео, яке перемогло в категорії «Найкращий загалом», на церемонії Spike Video Game Awards 7 грудня. У 2012 році 20 конкурсних категорій з 2011 були скорочені до п'яти: «Найкращий бойовик», «Найкращий реплей», «Найкраща комедія», «Найкраща драма» і «Найкращий загалом». Конкурс 2011 року вимагав, щоб увесь відеоконтент базувався виключно на Team Fortress 2; однак конкурс 2012 року дозволив створювати вміст на основі будь-яких продуктів Valve. Фіналісти 2012 року отримали предмет, який був просто відеокамерою, що використовується як зброя ближнього бою, а переможці отримали вищезгадану Saxxy.
Переможців було оголошено 30 листопада, але переможця в категорії «Найкращий загалом» не було оголошено до церемонії нагородження Spike Video Game Awards. Переможці отримали золоту статуетку персонажа гри Сакстона Гейла, а переможець «Найкращий загалом» отримав поїздку до штаб-квартири Valve, щоб зустрітися з командою, що створила інструмент Source Filmmaker.
- Найкращий загалом: Story of a Sentry
- Найкращий бойовик: Meet the Dumpster Diver
- Найкраща комедія: The Wishmaker
- Найкраща драма: Bad Medicine
- Найкращий реплей: EPIC High Five Fail

## Нагороди 2013
Нагороди Saxxy 2013 було оголошено 2 жовтня 2013 року, заявки приймалися з 11 по 18 листопада. Номінації були оголошені 25 листопада, а переможці — 26 листопада о 16:00 за тихоокеанським стандартним часом.
Переможці 2013 року:
- Найкращий короткометражний: The Mann Co. Symphony
- Найкращий бойовик: Chinatown Getaway
- Найкраща комедія: Disruption
- Найкраща драма: Till Death Do Us Part Two (Till Death Do Us Part One була номінована на Saxxy 2012)
- Найкращий загалом: Lil' Guardian Pyro

Почесні відзнаки:
- Найкращий відгук на оновлення Team Fortess: War
- Найкращий Meet the Team: Meet the Fem Sniper
- Найкраща анімація в стилі GMod: The Advantages of Sandviches
- Найкращий мюзикл: Down In The Intel Room
- Найкращий пізній запис: A Wrench in the Gears

## Нагороди 2014
Нагороди Saxxy 2014 було оголошено 24 липня 2014 року, заявки приймалися з 16 по 23 вересня. Номінації були оголошені 30 вересня, а переможці опубліковані 1 жовтня о 16:00 за тихоокеанським стандартним часом. Член команди переможця «Найкращий загалом» попередніх років підтвердив, що вважалося, що їхнє відео створила одна людина; що співвідноситься з цьогорічним переможцем (що є однією особою).
Переможці 2014 року:
- Найкращий короткометражний: Team Fortress 2 in 60 Seconds
- Найкращий бойовик: Rivalry Rush
- Найкраща комедія: About a Scout
- Найкраща драма: DEFECT_
- Найкращий загалом: Animation vs. Animator

Почесні відзнаки:
- Найкращий пізній запис: Defuse on The Fly
- Найкращий п'ятихвилинний: Wanted Warehouse
- Найкращий оригінальний персонаж: Cubey
- Найкращий кросовер: The C4 Courier
- Найкраще вирішення серйозної теми: Behind the Mask

## Нагороди 2015
Нагороди Saxxy 2015 було оголошено 21 серпня 2015 року, заявки приймалися з 15:00 середи, 4 листопада, до 15:00 11 листопада за тихоокеанським стандартним часом. Номінації були оголошені 17 листопада 2015 року а переможці опубліковані 18 листопада 2015 року. На відміну від попередніх років, обрана найкраща команда складалася з дев'яти учасників, що робило її найбільшою серед усіх трьох команд-переможців.
Переможці 2015 року:
- Найкращий короткометражний: A Dang Good Cop
- Найкращий бойовик: Micro-Mann
- Найкраща комедія: Food Fortress
- Найкраща драма: Dota 2 — Together We Stand
- Найкращий розширений: It's Play Time
- Найкращий загалом: Turbulence

Почесні відзнаки:
- Найкращий пізній запис: Secret Lives
- Найкращий комедійний скетч: Blu Team's Out Day
- Найкраще розкриття наших таємних планів: Mann Vs. Hat
- Приз глядацьких симпатій: Mechanical Mishap
- Найкраще поєднання 2D та 3D: A Spark Of Life
- Найкраща реклама для іншої гри: No Time To Waste

## Нагороди 2016
Нагороди Saxxy 2016 було оголошено 9 серпня 2016, а заявки приймалися з 15:00 п'ятниці, 4 листопада, по 15:00 п'ятниці, 11 листопада, за тихоокеанським стандартним часом. Номінації були оголошені 17 листопада 2016. а переможці опубліковані 18 листопада 2016. Команда перемігша у «Найкращий загалом», як і минулого року, складається з дев'яти учасників.
Переможці 2016:
- Найкращий короткометражний: Power of Art
- Найкращий бойовик: The Pybro
- Найкраща комедія: Healirious
- Найкраща драма: Living in Obscurity
- Найкращий розширений: Reinstated: The Arrival
- Найкращий загалом: Timeless Thief

Почесні відзнаки:
- Приз глядацьких симпатій: Lunch Break
- Найкращий фільм: Protonic Morons
- Найкращий незавершений запис: A Shattered Dream

## Нагороди 2017
Нагороди Saxxy 2017 було оголошено 5 грудня 2017 року а заявки приймаються з 15:00 четверга, 1 березня до 15:00 четверга, 8 березня 2018 року за тихоокеанським стандартним часом. Номінації були оголошені 14 березня, а переможці опубліковані 15 березня 2018. Найкраща загальна кількість команд цього року побила будь-який рекорд попередніх років, складаючись із 19 учасників.
Переможці 2017 року:
- Найкращий короткометражний: Player's Portrait
- Найкращий бойовик: Board Room
- Найкраща комедія: Chicken Strike
- Найкраща драма: Legacy
- Найкращий розширений: Leak
- Найкращий загалом: Agent Gunn: Vulkanite

Почесні відзнаки:
- The Box Mann
- Inside Surgery
- Meet The Janitor

## Серіал Hiatus і Community Saxxy Awards
Після 2017 Valve більше не проводила жодних нагороджень Saxxy. Для компенсації, у 2021 році група творців на Source Filmmaker у спільноті SFM створила «Нагороди Saxxy від спільноти» у відповідь на бездіяльність Valve, хоча станом на 2024 рік вони відтоді не проводились.